# En hængning (essay)
En hængning er et essay fra 1931 skrevet af den engelske forfatter George Orwell.
Essayet handler om en hændelse som han oplevede under sin tid som politimand i Burma. Her fortæller han om hvordan han overværer henrettelsen af en forbryder. Han er ikke berørt af det, før han bemærker, at den dødsdømte træder til siden for at undgå en vandpyt, mens han føres til galgen.
Det yderst menneskelige i dette slår Orwell, og først da går det op for ham, at det er et levende menneske, der skal slås ihjel.
| Citat | Mærkeligt nok havde jeg indtil dette øjeblik aldrig forstået, hvad det vil sige at tilintetgøre en mand med et sundt sind og et godt helbred. | Citat |
|       | |       |

I essayets første afsnit skaber Orwell en højtidelig og dyster stemning med sit billedsprog – "et gustent lys", der synes at fylde det hele, og "dødscellerne". Der er en ubehagelig og klaustrofobisk atmosfære med fangerne, der sidder i deres celler på "tre gange tre meter". Orwell viser også hvilke umenneskelige behandling, fangerne udsættes for, med betegnelsen "små dyrebure" – fangerne er ikke bedre end vilde dyr!
I andet afsnit viser Orwell det absurde i dødsstraf ved at beskrive denne særlige fange, der har et overskæg, der ligner "overskægget på en filmkomiker."
Billedet er en total kontrast til den tragiske skæbne, der venter fangen. Det latterlige i scenen forstærkes yderligere, da Orwell fortsætter med at sammenholde svagheden hos "en splejs af en mand" med vagternes styrke.
| Citat | De […] holdt ham hele tiden fast i et omhyggeligt, kærtegnende greb. | Citat |
|       |                                                                      |       |

På vej til galgen dukker der en lille hund op, som løber hen mod fangen. Dødsstaffens grusomhed fremhæves, da hunden, som er "vild af glæde", er ligeglad med omstændighederne og ikke ser nogen forskel mellem vagterne og fangen og springer op ad fangen og prøver at slikke ham i ansigtet.
På denne måde viser Orwell, at manden ikke blot er en fange, en anonym skikkelse adskilt fra andre, men et medmenneske. Det synes, som om dette også går op for vagterne, der bliver "lammede" og "overraskede".
Efter dette kan Orwell ikke lade være med at lægge mærke til alt ved fangen, især da denne "trådte […] til side for at undgå en vandpyt på stien." Orwell skriver, at:
| Citat | hans mave fordøjede mad, hans hud fornyede sig, hans negle voksede, der dannedes væv. | Citat |
|       |                                                                                       |       |

Dette er for at gøre fangen menneskelig og få læseren til at sætte spørgsmålstegn ved det moralske ved dødsstraf. Orwells holdning kommer tydeligst til udtryk i sætningen:
| Citat | det usigelig forkerte, der ligger i at afbryde et liv, mens det er i fuld udfoldelse. | Citat |
|       |                                                                                       |       |

Brugen af ordet "usigelig" viser, at Orwell opfatter sin holdning som indiskutabel, og at det er en kendsgerning og ikke blot en holdning, hvilket gør hans pointe overbevisende.
Lige før selve henrettelsen skal finde sted, gentages fangens sidste ord:
| Citat | Ram! Ram! Ram! Ram! Ram! | Citat |
|       |                          |       |

Hermed flyttes fokus fra offeret til bødlerne, da fangens fredfyldthed kontrasteres med vagternes uro – deres nervøsitet vises på forskellig vis; fra fængselsinspektøren, der "pirkede langsomt i jorden med sin stok" til inderne, hvis ansigter havde skiftet kulør. "Ram! Ram! Ram!" gentages igen, og læseren tvinges dermed til at høre, hvad Orwell hørte, og således føle det samme som ham. Følelsen hos alle opsummeres i Orwells bøn:
| Citat | [H]old op med den skrækkelige støj! | Citat |
|       |                                     |       |

Efter henrettelsen forsøger vagterne ironisk nok at vende tilbage til normalen. "Lige på en gang begyndte alle at sludre muntert", men den ubehagelige stemning lurer stadig, og alting virker anstrengt – dette ses tydeligt ved at Francis' anekdote synes "forfærdelig morsom". De sidder og får en drink med liget kun "hundrede meter derfra", og for Orwell vil den døde mand være blot "hundrede meter derfra", for altid.

Denne artikel er en oversættelse af artiklen A Hanging på den engelske Wikipedia. Oversættelsen tager i sin sprogbrug desuden udgangspunkt i den danske oversættelse En hængning i I hvalfiskens bug og andre essays (Gyldendal 1984), oversat af Johannes Riis.